# Communauté de communes Cœur de Beauce
La communauté de communes Cœur de Beauce est une structure intercommunale française, située dans le département d'Eure-et-Loir et la région Centre-Val de Loire.
Elle est issue de la fusion en 2017 des communautés de communes de la Beauce vovéenne, de la Beauce d'Orgères et de la Beauce de Janville.

## Historique
En octobre 2015, le Schéma de coopération intercommunale (SDCI) préconise la fusion des trois communauté de communes : si les communautés de communes de la Beauce vovéenne et de la Beauce d'Orgères sont conformes aux critères de population fixés par la loi NOTRe, la situation de la communauté de communes de la Beauce de Janville est différente avec une densité de 33,5 habitant au km² et une population de 9 659 habitants.
Elles présentent des similitudes de territoire et une identité commune autour de la Beauce. En termes d’exercice des compétences, elles sont sur une dynamique comparable. En outre, une volonté de collaboration s’est déjà exprimée entre elles à l’occasion de l’élaboration de documents d’aménagement. Ainsi, chacun de ces trois EPCI est constitué autour d’une commune centre, pôle structurant du territoire et constituant un bassin de vie auxquelles s’ajoutent, pour la communauté de communes de la Beauce d’Orgères, des communes du département du Loiret en raison de la présence d’une zone d’activité interdépartementale située sur son territoire. En outre, les trois communautés de communes sont membres du schéma de cohérence territoriale porté par le Syndicat de Pays de Beauce et sur le plan des équipements structurants existants, il convient de noter que la RN 154 traverse les trois EPCI et constitue un élément fort.
L'arrêté préfectoral est pris le 6 décembre 2016.
Le 1er janvier 2018, les communes d'Allonnes, Boisville-la-Saint-Père, Boncé et Theuville quittent l'intercommunalité pour intégrer Chartres Métropole et quatre autres (Ardelu, Garancières-en-Beauce, Oysonville et Sainville) la rejoignent en provenance de la communauté de communes des Portes Euréliennes d'Île-de-France.
Le 1er janvier 2019, Allaines-Mervilliers, Janville et Le Puiset fusionnent pour constituer la commune nouvelle de Janville-en-Beauce et Villeau fusionne au sein d'Éole-en-Beauce.
Le 1er janvier 2025, les communes de Barmainville, Neuvy-en-Beauce et Rouvray-Saint-Denis fusionnent au sein de la commune nouvelle de Neuville Saint Denis.

## Territoire communautaire

### Géographie
Située au sud-est du département d'Eure-et-Loir, la communauté de communes Cœur de Beauce regroupe 46 communes et présente une superficie de 963,3 km2.

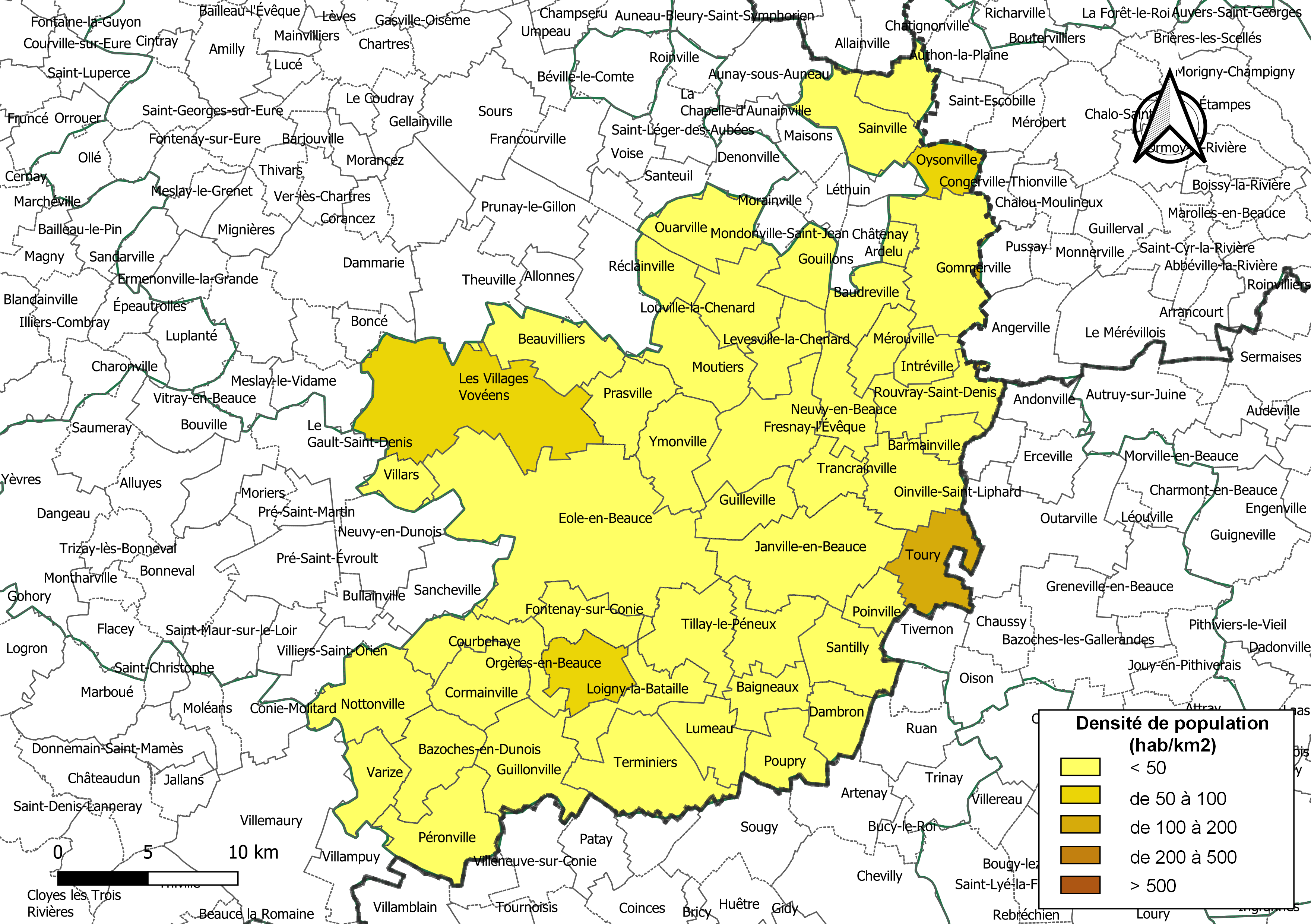
Carte des densités de population (millésimée 2016) des communes de la communauté de communes Cœur de Beauce. Composition en communes au 1er janvier 2019.

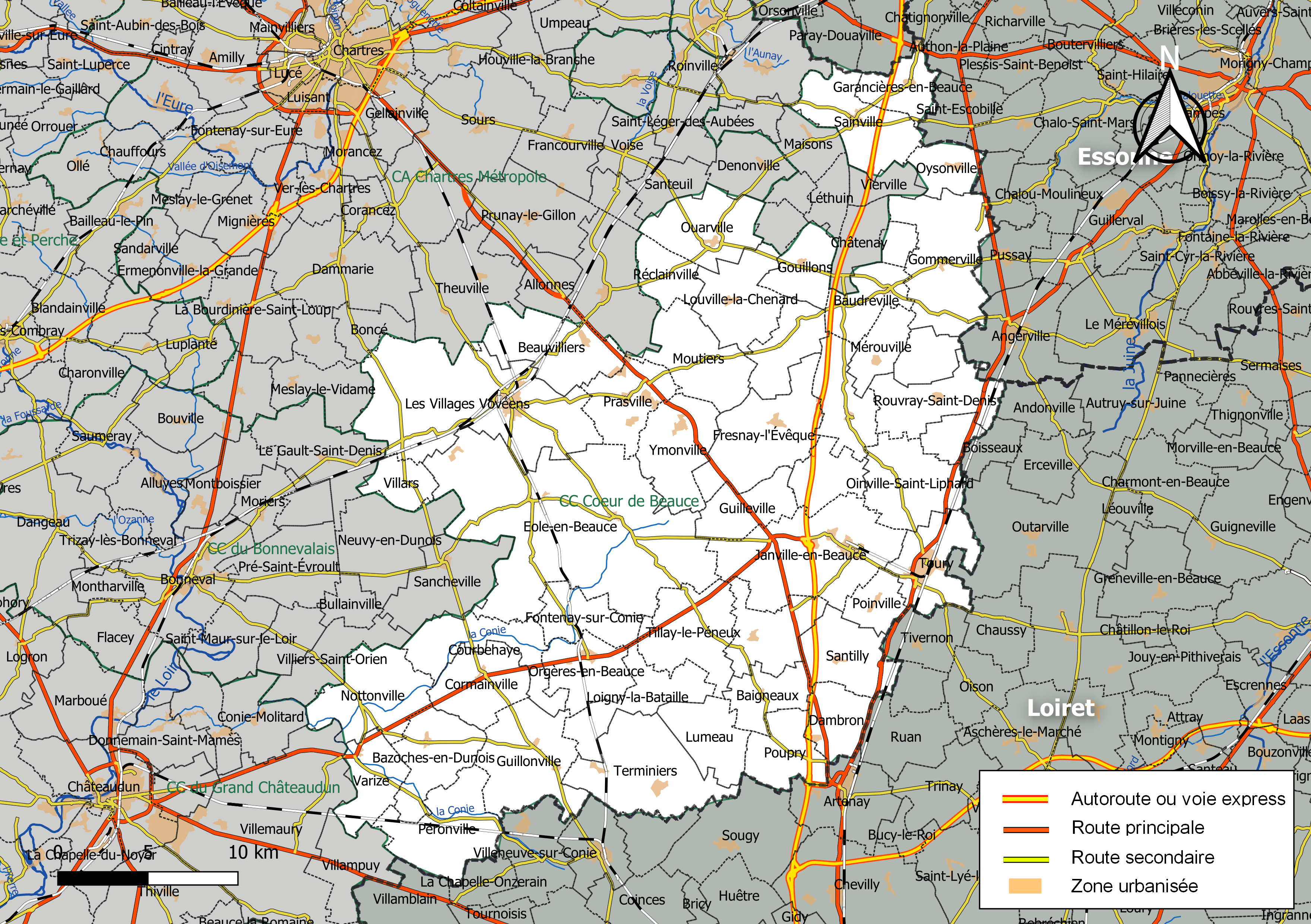
Carte de la communauté de communes Cœur de Beauce au 1er janvier 2019.

### Composition
La communauté de communes est composée des 46 communes suivantes :

| Nom                        | Code Insee | Gentilé          | Superficie (km2) | Population (dernière pop. légale) | Densité (hab./km2) |
| -------------------------- | ---------- | ---------------- | ---------------- | --------------------------------- | ------------------ |
| Janville-en-Beauce (siège) | 28199      |                  | 42,32            | 2 482 (2022)                      | 59                 |
| Ardelu                     | 28009      |                  | 4,07             | 72 (2022)                         | 18                 |
| Baigneaux                  | 28019      | Balnéens         | 11,78            | 216 (2022)                        | 18                 |
| Baudreville                | 28026      | Baudrevillais    | 13,03            | 239 (2022)                        | 18                 |
| Bazoches-en-Dunois         | 28028      |                  | 18,68            | 262 (2022)                        | 14                 |
| Bazoches-les-Hautes        | 28029      | Bazoléens        | 16,98            | 328 (2022)                        | 19                 |
| Beauvilliers               | 28032      | Beauvillains     | 23,05            | 342 (2022)                        | 15                 |
| Cormainville               | 28108      | Cormainvillois   | 17,83            | 222 (2022)                        | 12                 |
| Courbehaye                 | 28114      |                  | 19,7             | 137 (2022)                        | 7                  |
| Dambron                    | 28121      | Dambronais       | 11,99            | 99 (2022)                         | 8,3                |
| Éole-en-Beauce             | 28406      |                  | 102,86           | 1 240 (2022)                      | 12                 |
| Fontenay-sur-Conie         | 28157      | Fontenois        | 13,25            | 149 (2022)                        | 11                 |
| Fresnay-l'Évêque           | 28164      | Fraxinétains     | 29,04            | 741 (2022)                        | 26                 |
| Garancières-en-Beauce      | 28169      | Garancièrois     | 11,26            | 222 (2022)                        | 20                 |
| Gommerville                | 28183      |                  | 32,45            | 667 (2022)                        | 21                 |
| Gouillons                  | 28184      | Gouillonnais     | 12,04            | 337 (2022)                        | 28                 |
| Guilleville                | 28189      | Guillevillois    | 13,41            | 163 (2022)                        | 12                 |
| Guillonville               | 28190      | Guillonvillois   | 27,15            | 463 (2022)                        | 17                 |
| Intréville                 | 28197      | Intrévillois     | 8,91             | 121 (2022)                        | 14                 |
| Levesville-la-Chenard      | 28210      | Levesvillois     | 13,89            | 235 (2022)                        | 17                 |
| Loigny-la-Bataille         | 28212      | Lucaniens        | 18,05            | 215 (2022)                        | 12                 |
| Louville-la-Chenard        | 28215      |                  | 19,51            | 247 (2022)                        | 13                 |
| Lumeau                     | 28221      |                  | 15,28            | 137 (2022)                        | 9                  |
| Mérouville                 | 28243      | Mérouvillois     | 9,62             | 215 (2022)                        | 22                 |
| Moutiers                   | 28274      | Moustériens      | 21,2             | 243 (2022)                        | 11                 |
| Neuville Saint Denis       | 28319      |                  | 41,41            | 657 (2022)                        | 16                 |
| Nottonville                | 28283      | Nottonvillois    | 24,74            | 283 (2022)                        | 11                 |
| Oinville-Saint-Liphard     | 28284      | Oinvillois       | 21,77            | 277 (2022)                        | 13                 |
| Orgères-en-Beauce          | 28287      | Orgerois         | 15,24            | 998 (2022)                        | 65                 |
| Ouarville                  | 28291      |                  | 20,13            | 534 (2022)                        | 27                 |
| Oysonville                 | 28294      | Oysonvillois     | 9,63             | 526 (2022)                        | 55                 |
| Péronville                 | 28296      | Péronvillois     | 24,9             | 260 (2022)                        | 10                 |
| Poinville                  | 28300      | Poinvillois      | 8,08             | 173 (2022)                        | 21                 |
| Poupry                     | 28303      |                  | 14,48            | 99 (2022)                         | 6,8                |
| Prasville                  | 28304      | Prasvillois      | 16,26            | 449 (2022)                        | 28                 |
| Réclainville               | 28313      | Réclainvillois   | 9,8              | 203 (2022)                        | 21                 |
| Sainville                  | 28363      | Sainvillais      | 21,87            | 1 037 (2022)                      | 47                 |
| Santilly                   | 28367      | Santillois       | 17,66            | 306 (2022)                        | 17                 |
| Terminiers                 | 28382      | Terminéens       | 31,72            | 881 (2022)                        | 28                 |
| Tillay-le-Péneux           | 28390      | Tiglétins        | 22,19            | 313 (2022)                        | 14                 |
| Toury                      | 28391      | Tourysiens       | 18,72            | 2 620 (2022)                      | 140                |
| Trancrainville             | 28392      | Trancrainvillois | 11,61            | 169 (2022)                        | 15                 |
| Varize                     | 28400      | Varizois         | 13,85            | 189 (2022)                        | 14                 |
| Les Villages Vovéens       | 28422      |                  | 62,85            | 3 977 (2022)                      | 63                 |
| Villars                    | 28411      |                  | 8,34             | 180 (2022)                        | 22                 |
| Ymonville                  | 28426      | Ymonvillois      | 20,69            | 481 (2022)                        | 23                 |

### Démographie
| 1968   | 1975   | 1982   | 1990   | 1999   | 2010   | 2015   | 2022   |
| ------ | ------ | ------ | ------ | ------ | ------ | ------ | ------ |
| 23 201 | 21 692 | 21 192 | 21 705 | 22 309 | 24 447 | 24 985 | 24 406 |

## Administration

### Siège
Le siège de la communauté de communes est situé à Janville-en-Beauce.

### Conseil communautaire
Le conseil communautaire de la communauté de communes se compose de 72 conseillers, élus pour une durée de six ans.
Ils sont répartis comme suit :
| Nombre de conseillers | Communes                                 |
| --------------------- | ---------------------------------------- |
| 10                    | Les Villages Vovéens                     |
| 6                     | Janville-en-Beauce, Toury                |
| 3                     | Éole-en-Beauce, Neuville Saint Denis     |
| 2                     | Orgères-en-Beauce, Sainville, Terminiers |
| 1 (+ 1 suppléant)     | les 38 autres communes                   |

### Présidence
| Période      | Période  | Identité           | Étiquette | Qualité                   |
| ------------ | -------- | ------------------ | --------- | ------------------------- |
| janvier 2017 | 2020     | Jean-Louis Baudron | NC-UDI    | maire délégué de Janville |
| juillet 2020 | En cours | Benoît Pellegrin   |           | Maire de Terminiers       |

### Compétences
La communauté de communes adhère à plusieurs syndicats.

### Régime fiscal et budget
Le régime fiscal de la communauté de communes est la fiscalité professionnelle unique (FPU).

## Tourisme
La communauté de communes est dotée depuis novembre 2018 d'un office de tourisme depuis la transformation de la Maison de la Beauce (créée en 1995) en Maison du tourisme Cœur de Beauce. Cette structure est gérée par la communauté de communes et l'association Maison du tourisme Cœur de Beauce qui lui fixent ses missions. Ces missions, fin 2018, sont alors les suivantes : « mettre en place l’office de tourisme communautaire ; mettre en réseau les prestataires touristiques (hébergeurs, restaurateurs…) pour réaliser un annuaire de tous les professionnels du tourisme du territoire Cœur de Beauce ; préparer la mise en place de la taxe de séjour au 1er janvier 2020 ; communiquer sur l’offre touristique du territoire (prioritairement les deux boucles cyclables et sur la location de vélos …), poursuivre les visites guidées (sites patrimoniaux, naturels, éoliennes, fermes, villages) ; créer des produits touristiques thématiques et adaptés aux types de public en lien avec les territoires ; poursuivre les animations envers les scolaires ; communiquer sur l’offre pédagogique de la Maison du tourisme Cœur de Beauce ; proposer un cycle d’expositions temporaires mettant en valeur les savoir-faire artistiques et artisanaux et mettre en exergue un thème en particulier ; proposer un cycle de conférences de qualité avec des intervenants reconnus dans leur domaine et développer la boutique de produits locaux pour qu’elle soit plus génératrice de chiffre d’affaires. ».
Depuis novembre 2018, l'association Maison du tourisme Coeur de Beauce dispose d'un conseil d'administration répartit en deux collèges pour un total de 17 membres (au minimum) selon L'Écho républicain qui précise sa composition : « Le collège des acteurs touristiques privés compte 9 sièges minimum : restaurateurs, propriétaires d’hébergement touristique, gestionnaire/propriétaire de site touristique, association de sauvegarde du patrimoine… Le collège des collectivités territoriales compte 8 membres désignés par la collectivité pour toute la durée de leur mandat. »
Avant le changement de ses statuts et de son nom, l'association Maison de la Beauce organise chaque année une visite de village beauceron, aussi bien en Eure-et-Loir qu'en dehors et accueille des expositions temporaires (comme sur les métiers gaulois, la vieille médecine de campagne, « Aux origines du Loiret, de la Préhistoire à l'A19 ») qui s'ajoutent à celle, permanente, sur la Beauce et les cultures céréalières.
La Maison du tourisme Cœur de Beauce conserve cette exposition permanente composée notamment de maquettes de moulin à vent, sur l'irrigation, sur les étapes de développement du blé, sur un village beauceron et son évolution au fil du temps ; d'une collection de gerbes de blés et de panneaux d'information sur l'histoire, le monde rural et agricole, le sous-sol. Elle organise chaque année des visites de fermes du territoire de mi-juin à fin août, dans le cadre de l'opération « La ferme ? C’est le moment de l’ouvrir ! », initiée en 2015 organisée avec des communautés de communes voisines.

## Sport
À l'initiative de l'Avenir d'Ymonville, club de football d'Ymonville, dont l'unique terrain ne suffit alors plus depuis plusieurs années pour l'entrainement et les matchs de la quinzaine d'équipes, un terrain de football synthétique et communautaire qui bénéficiera aux 4 clubs du territoire est en construction depuis février 2025 sur ce même village. La fin des travaux est prévue pour novembre 2025.